# 南大西洋異常區

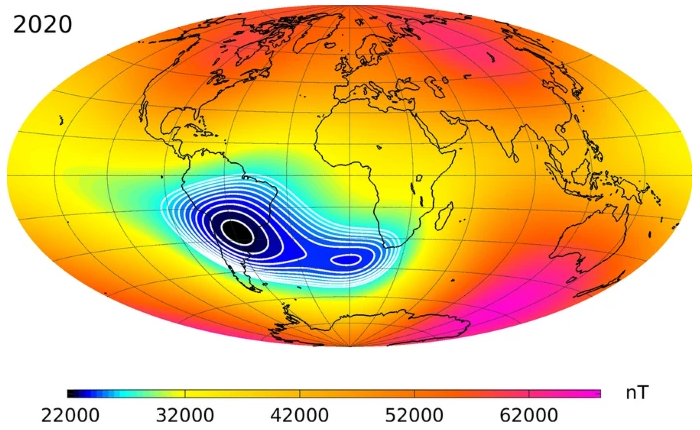
截至2020年的地球磁场强度

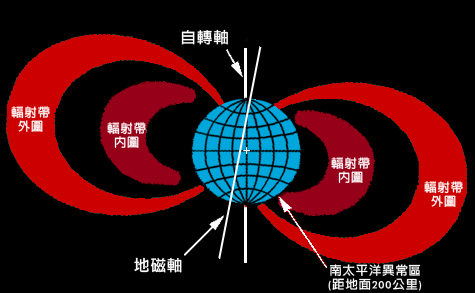
范艾倫輻射帶

30°00′S 40°00′W / 30.000°S 40.000°W
南大西洋異常區（英語：South Atlantic Anomaly，缩写：SAA）是地球上一片地磁最弱的區域，覆蓋範圍遍及南美洲南部及南大西洋海域。由於該區的地磁較其他地區弱，阻擋太陽粒子的范艾倫輻射帶在該區域上空形成一凹陷部份，容讓粒子可以到達更接近地球的位置，導致穿越該區域上空的人造衛星受粒子影響而出現運作異常。

## 位置
由於地球磁軸傾斜於地球自轉軸約11度，范艾倫輻射帶並非等距環繞著整個地球，令南太平洋海域一帶成為范艾倫輻射帶最接近地球表面的區域。
異常區的形狀及大小隨時間不斷改變。至發現於1958年後，區域的南方邊緣位置並無太大改變，並不斷的向西北、北、東北及東方擴張。太陽粒子落在異常區的密度亦會每日隨時間不同而改變，粒子密度最高的時候為異常區的正午時份。
學界不少文獻認為地球磁場不斷減弱是異常區不斷擴大的原因。當地球磁場持續減弱，范艾倫輻射帶的內圍亦會越來越靠近地球表面。以目前的擴大速度，異常區有可能於2240年覆蓋整個南半球。

## 影響
太陽粒子可以嚴重影響人造衛星及太空站的運作。低軌度的人造衛星受范艾倫輻射帶保護而免受太陽粒子的威脅。但由於異常區的輻射帶較接近地球表面，因此人造衛星穿越南大西洋上空時，有可能直接受到太陽粒子撞擊而出現運作異常。
過去，哈勃太空望遠鏡亦曾在穿越該區域上空時出現運作異常。現時每當哈伯望遠鏡穿越該區時都會停止運作。曾在該區域上空執行任務的太空人報稱在視野範圍內見到流星。國際太空站則需要添加保護層而免受影響。